# Roman Żaba

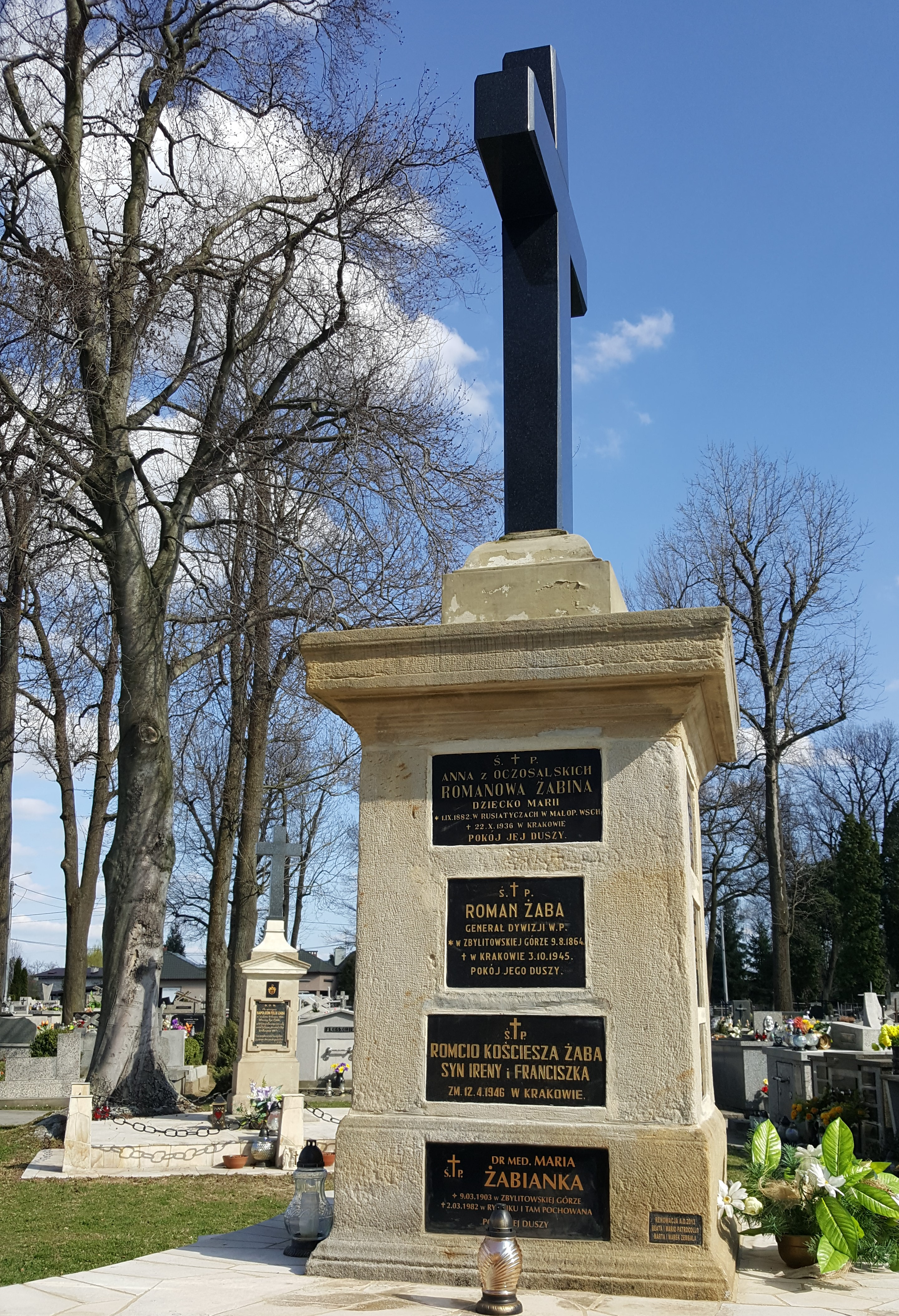
Cmentarz w Zbylitowskiej Górze. Grób rodzinny, w którym pochowano gen. Romana Żabę.

Roman Żaba herbu Kościesza (ur. 9 sierpnia 1864 w Zbylitowskiej Górze, zm. 3 października 1945 w Krakowie) – pułkownik kawalerii Cesarskiej i Królewskiej Armii, generał dywizji Wojska Polskiego, uczestnik I wojny światowej i wojny polsko-bolszewickiej.

## Życiorys
Urodził się 9 sierpnia 1864 w Zbylitowskie Górze w powiecie tarnowskim, w majątku rodzinnym, gdzie wychował się, jako jedno z pięciorga dzieci Stanisława, oficera armii brytyjskiej, i hrabianki Marii Moszczeńskiej. W 1874 zdał egzamin z zakresu czterech klas szkoły ludowej i rozpoczął naukę w I Gimnazjum w Tarnowie.
W sierpniu 1885 rozpoczął pełnić zawodową służbę wojskową w Cesarskiej i Królewskiej Armii. Służbę pełnił m.in. w garnizonie Stockerau pod Wiedniem, w 7 Pułku Ułanów Arcyksięcia Franciszka Ferdynanda (niem. Ulanenregiment Erzherzog Franz Ferdinand Nr. 7), wchodzącym w skład 10 Brygady Kawalerii. 31 grudnia 1916 mianowany został dowódcą 3 Pułku Ułanów Arcyksięcia Karola (niem. Ulanenregiment Erzherzog Carl Nr. 3).
Z dniem 1 listopada 1918 przyjęty został do Wojska Polskiego, z zatwierdzeniem posiadanego stopnia pułkownika, i przydzielony do Komendy 2 Pułku Ułanów w Krakowie. Został pierwszym dowódcą i organizatorem wspomnianego oddziału, który w styczniu 1919 przemianowany został na 2 Pułk Szwoleżerów Rokitniańskich. Od stycznia 1919 służył na froncie czeskim pod dowództwem bardzo cenionego przez siebie brygadiera Franciszka Latinika. W lipcu 1919 objął dowództwo IV Brygady Jazdy. 10 stycznia 1920 mianowany został Inspektorem Wyszkolenia Frontu Pomorskiego i komendantem Centrum Wyszkolenia Oficerów w Grudziądzu. Od 15 marca do 25 sierpnia 1920 przebywał w Londynie jako szef Polskiej Misji Zakupów. Po powrocie do kraju wyznaczony został na stanowisko zastępcy szefa Naczelnej Kontroli Wojskowej. 14 października 1920 zatwierdzony został z dniem 1 kwietnia 1920 w stopniu generała podporucznika. Następnie pełnił służbę na stanowisku zastępcy Generalnego Inspektora Jazdy, gen. dyw. Tadeusza Rozwadowskiego, a od 1 października 1921 do 30 maja 1922 – zastępcy dowódcy Okręgu Korpusu Nr V w Krakowie. Z dniem 1 czerwca 1922 przeniesiony został w stały stan spoczynku z prawem noszenia munduru, w stopniu generała porucznika. 26 października 1923 roku Prezydent RP zatwierdził go w stopniu generała dywizji ze starszeństwem z 1 czerwca 1919 w korpusie generałów. Po przejściu na emeryturę osiadł w Krakowie.
W latach 30. był prezesem rady wyższej Towarzystwa św. Wincentego à Paulo w Krakowie oraz członkiem zamiejscowym rady wyższej w Warszawie.
Zmarł 3 października 1945 w Krakowie-Górce Narodowej. Pierwotnie został pochowany na cmentarzu Rakowickim w Krakowie 5 października 1945. Później szczątki przeniesiono do grobowca rodzinnego na cmentarz w Zbylitowskiej Górze.

## Rodzina
6 października 1900 roku we Lwowie zawarł związek małżeński z Anną Oczosalską, która przez wiele lat pełniła funkcję prezesa Związku Sodalicji Inteligencji Żeńskiej w Polsce. Z tego związku urodziło się troje dzieci: Olga i Maria, wychowanki sióstr Zgromadzenia Najświętszego Serca Jezusa (fr. Sacré Coeur) w Zbylitowskiej Górze, oraz Franciszek Żaba.
Franciszek Żaba ps. „Kość” urodził się 17 września 1906 roku w Podkamieniu koło Brodów. Był inżynierem i oficerem Armii Krajowej. Jako abiturient Gimnazjum w Krakowie rozpoczął studia na Wydziale Rolnym Uniwersytetu Jagiellońskiego. Studia ukończył w 1929 roku i rozpoczął pracę w rodzinnym majątku Zbylitowska Góra. W 1940 roku został właścicielem majątku. Ożenił się w 1934 roku z Ireną Malczyk, z którą miał trzy córki: Teresę, Annę i Martę. Wiosną 1939 roku objął posadę administratora gospodarstwa rolnego przy Zakładach Azotowych w Mościcach. Podczas okupacji był komendantem Placówki Armii Krajowej w Mościcach. W latach 1941–1944 między innymi z jego inicjatywy w Zakładach Azotowych funkcjonowała tajna fabryczna liga piłkarska. W rozgrywkach ligi uczestniczyli sportowcy klubu Unia Tarnów pozostający na „dwóch etatach”: jawnym w fabryce i konspiracyjnym w ruchu oporu. W lutym 1945 roku wraz z innymi żołnierzami AK zatrzymany i osadzony w więzieniu w Tarnowie. W tym samym czasie, w wyniku reformy rolnej Żabiowie tracą dwór i majątek w Zbylitowskiej Górze. W więzieniu spędził 6 tygodni. Wypuszczony dzięki poręczeniu pracowników gospodarstwa rolnego. Otrzymał zakaz osiedlenia w rejonie tarnowskim. Wyjechał do Krakowa i objął posadę administratora (później dyrektora) Stacji Hodowli Buraka Cukrowego w Górce Narodowej. W 1960 roku podjął pracę w Instytucie Hodowli i Aklimatyzacji Roślin w Krakowie. W instytucie prowadził hodowlę żyta tetraploidalnego. Równocześnie rozpoczął pracę dydaktyczną na Akademii Rolniczej. W 1968 roku wraz z żoną wyjechał do Brazylii. Do przyjazdu zaprosił go przyjaciel i dawny sąsiad z Gumnisk – książę Roman Władysław Sanguszko - osiadły w São Paulo. W Brazylii przebywał blisko 10 lat. Po powrocie podjął pracę w Państwowym Gospodarstwie Rolnym w Urbanowicach. Działalność zawodową zakończył w 1980 roku i skoncentrował się na pracy naukowej i pisaniu wspomnień zatytułowanych „Gawędy z córkami”. Należał do Korporacji Akademickiej Corolla. Zmarł 11 lutego 1982 roku w Krakowie.

## Awanse
- Podporucznik (Leutnant) – 1887
- Porucznik (Oberleutnant) - 1 listopada 1890[8]
- Rotmistrz (Rittmeister II kl.) - październik 1898[9]
- Rotmistrz (Rittmeister I kl.)
- Major - 25 października 1910[10]
- Podpułkownik (Oberstleutnant) – 1 maja 1914[11]
- Pułkownik (Oberst) – listopad 1915[12] lub listopad 1916[13]
- Generał podporucznik – zatwierdzony 14 października 1920 z dniem 1 kwietnia 1920[14]
- Generał porucznik – 1 czerwca 1922[15]
- Generał dywizji – zatwierdzony 26 października 1923 ze starszeństwem 1 czerwca 1919

## Ordery i odznaczenia
- Złoty Krzyż Zasługi
- Medal Pamiątkowy za Wojnę 1918–1921
- Krzyż Rycerski Orderu Leopolda z Mieczami
- Order Żelaznej Korony III klasy z Mieczami
- Signum Laudis (Wojskowy Medal Zasługi z Mieczami)
- Krzyż Zasługi Wojskowej z Mieczami
- Krzyż Wojskowy Karola